# 臺灣鐵路運輸
臺灣的鐵路運輸事業始於清治時代末期，在日治時代達到鼎盛，四通八達的鐵路網總長曾將近5,000公里，包括國有鐵路及各種產業鐵路等皆深入大小鄉鎮。二戰結束進入中華民國時代後，以臺鐵為主的公共鐵路網絡雖有擴張，但因公路建設興盛、以及林業與礦業的沒落，許多產業鐵路、以及運量偏低的公共鐵路路線相繼廢止，使得鐵路總長度在2003年時僅有1,496公里；不過，隨著環保意識抬頭及解決都市交通問題的需求，自1990年代起陸續增建新的鐵路系統，如南北高速鐵路、以及都會區的捷運及輕軌系統。在人口稠密的西部都會地帶，鐵路運輸始終是極為重要的交通工具；而隨著東部的聯外交通需求日漸增加，鐵路更已成為臺灣東西部間主要的交通方式。

## 發展沿革

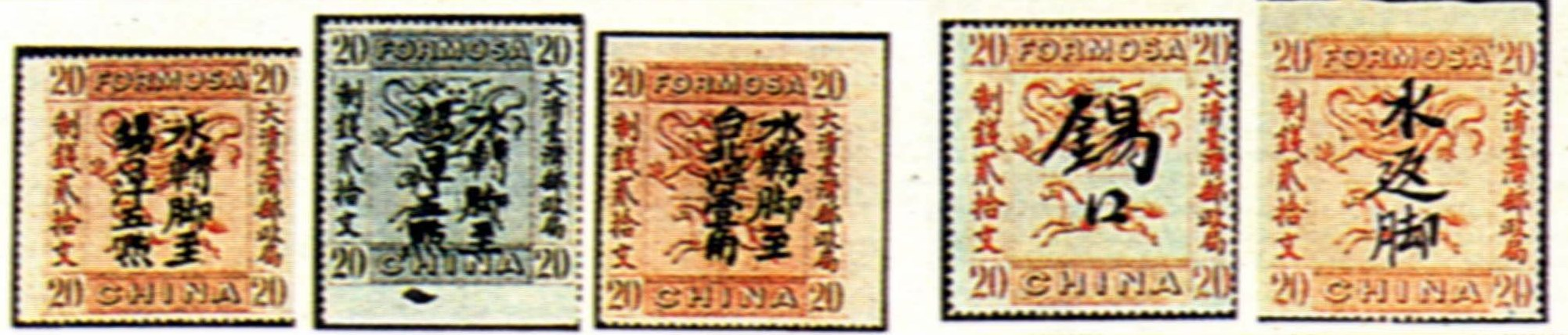
清代以郵票作為車票

### 清治時期
台灣第一條客、貨運用鐵路是由劉銘傳擔任台灣巡撫期間建成。當時的路線為基隆—新竹。1887年（清光緒13年），劉銘傳奏請興建台灣鐵路，清廷准許自籌工款後即前往南洋招商，同年4月於台北大稻埕開工。規格上採用英國人馬德利所設計軌距為3呎6吋（1,067mm）的鐵路。
1891年（光緒17年）10月，基隆—大稻埕段通車，設有基隆、八堵（今七堵）、水返腳（今汐止）、南港、錫口（今松山）、大稻埕等站，長28.6公里。繼任的巡撫邵友濂續築大稻埕—新竹段，最終於1893年通車至新竹，設有大橋頭、海山口（今新莊）、打類坑（今迴龍）、龜崙嶺（今龜山）、桃仔園（今桃園區）、中壢、頭重溪、大湖口、鳳山崎（今新豐）、新竹等站，長78.1公里。全線共16站，總長106.7公里，設有大小橋樑74座，溝渠568處，總興建經費為官銀1,295,960兩。通車後行車時間約為半天。
但由於清朝時所興建的臺灣鐵路過於簡陋，沒有辦法行駛大型蒸汽機關車，且在清軍撤退及日軍登陸的過程中遭到破壞，因此日治時期路線大幅變更，而舊有鐵路路基則改供道路使用。

### 日治時期
日治時期是台灣鐵路擴張的第一個高峰期，以台灣總督府鐵道部的官方分期，可分為鐵道創始時代、縱貫線建設時代及鐵道擴張時代。
儘管日治時期的鐵路興建政策，也擔負「開發殖民地資源」的任務，如阿里山森林鐵路、太平山森林鐵路皆為了開發森林資源，平溪線為了開採煤礦。日治時期鐵道部對於台灣後世的交通與經濟發展，仍有深遠的影響與正面貢獻。尤其歷任部長如後藤新平、長谷川謹介以及當時的鐵道部官員，皆為相當稱職的技術官僚。而長谷川謹介定立的「速成延長主義」，更成為日治時期台灣鐵路建設的重要方針。

#### 鐵道創始時代
清代台灣鐵路通車不久，即因路線標準太差、數座大橋遭洪水沖毀，致使日本統治台灣後的第一要務便是改善鐵路。1895年首先成立了「台灣鐵道線區司令部」。1899年11月8日，台灣總督府成立了「鐵道部」掌管鐵路運輸。
清代鐵路採用的1,067mm軌距，與日本內地相同，因此軌距未曾變更，並沿用至今。

#### 縱貫線建設時代
台灣鐵道建設邁入積極開發期。在日本治台50年的期間的鐵路建設中，最大的成就莫過於1908年4月，自基隆到高雄，總長404.2公里的縱貫鐵路全線貫通。縱貫鐵路是延續清代的既有鐵路建設，在北部進行部分路線修改而後向南延伸的鐵路，該線的通車造就台灣首次「空間革命」，讓過去台灣南北往來需時數日的交通，縮短至朝發夕至的一日之內完成。

#### 鐵道擴張時代

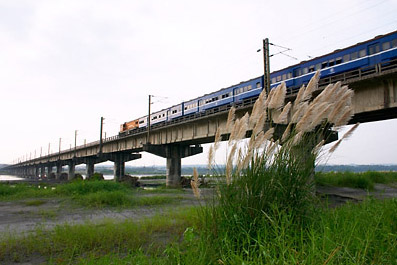
台鐵列車通過高屏溪橋

之後，鐵道部還陸續鋪設多條鐵路，於1917年修通台東線（當時屬於輕便鐵道性質）、1921年修通屏東線、1924年完成宜蘭線通車。除了主要幹線外，也修築或收購了淡水線、東港線、平溪線等鐵路線。昭和5年（1930年），臺灣總督府「產業調查會」決議延長海岸線、建設環島鐵道及地方支線，但由於大戰爆發，多數計畫並未實現：
- 西南海岸線（龍井～永康）
- 東西臺灣連絡線
  - 溪州臺東間（即南迴線；戰後完成）
  - 蘇澳花蓮港間（即北迴線；戰後完成）
- 地方鐵道網整備
  - 基隆淡水間 53.1㎞
  - 景尾菁桐坑間 25.7㎞
  - 竹南南間 24.1㎞
  - 外車埕埔里間 28.9㎞
  - 臺南旗山間 40.0㎞
    - 旗山屏東間27.8㎞（列入後續計畫）

  - 溪州東港間 8.0㎞（即東港線；1940年完成，今廢止）
  - 板橋大溪竹東間 70.8㎞

在日治末期，分別因大甲溪及頭前溪產業運輸，以及新高港（今臺中港）築港需要，分別進行東勢線（現已廢止）、竹東線（今內灣線）及新高築港專用鐵道之建設，但隨即因大戰爆發而閒置。戰後，中華民國政府繼續完成東勢線及竹東線的建設。
除了官方之外，民間或大型會社對於鐵路興建也相當投入，例如私人製糖會社的糖業鐵路、輕便鐵路曾經密如蛛網遍佈全島。另外尚有人力的人車軌道（手押輕便台車），多由地方望族或富商經營。今日台灣各地的公車及客運業者，多能追溯其歷史至輕便台車發跡。

### 中華民國時期

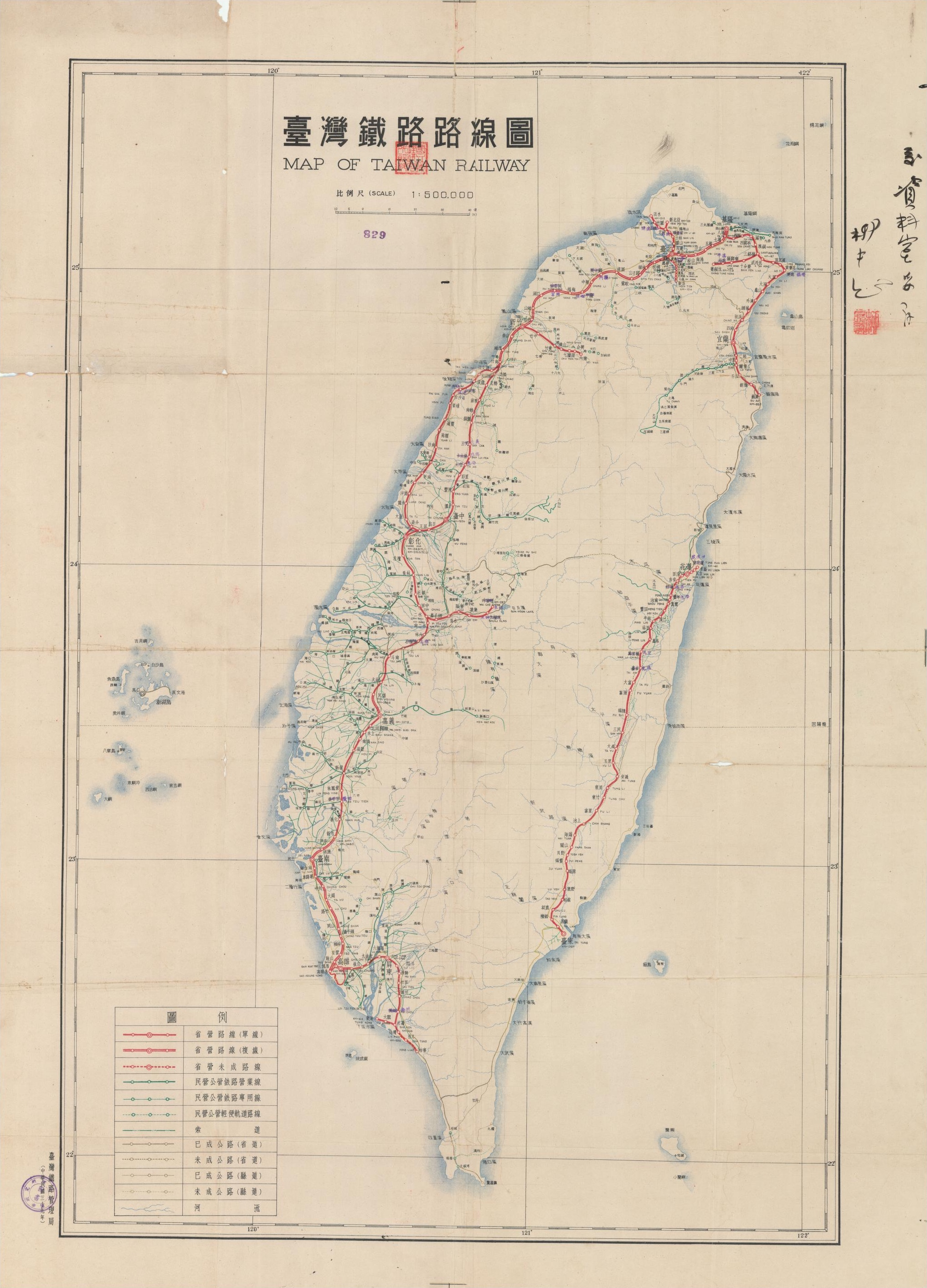
民國39年（西元1950年）臺灣鐵路管理局出版的臺灣鐵路路線圖

二次大戰末期，由於台灣做為日本南進基地，遭受美軍猛烈的空襲轟炸，鐵路運輸遭受嚴重破壞。二次大戰後，臺灣進入中華民國時代，中華民國政府成立臺灣鐵路管理局（簡稱台鐵，今臺灣鐵路公司）以管理台灣的國有鐵路事務，而恢復日治時代既有的鐵路建設，成為台鐵成立初期的首要工作。1946年，台鐵繼續完成竹東線，竹東─內灣間於1951年完工全線通車並改名為內灣線。
1973年，中華民國政府推動「十大建設」，其中鐵路建設佔兩項，分別為「鐵路電氣化」與「北迴鐵路」；1979年，縱貫鐵路完成電氣化，自強號開始投入營運，台北至高雄乘車時間由8小時縮短為4小時，大大減少了台灣南北的交通運輸時間；同年12月30日，聯結台東線與宜蘭線的北迴鐵路通車，東西部的鐵路完成連結。1979年，中華民國政府繼續推動「十二項建設」，鐵路建設包括修建南迴鐵路完成台鐵環島鐵路網，以及繼續鐵路全面電氣化和統一軌距。1982年，台東線將原本的762mm軌距改為與西部鐵路相同的1,067mm軌距，與北迴線完成直通。1991年，南迴線完工通車，台灣的「環島鐵路網」正式完成。

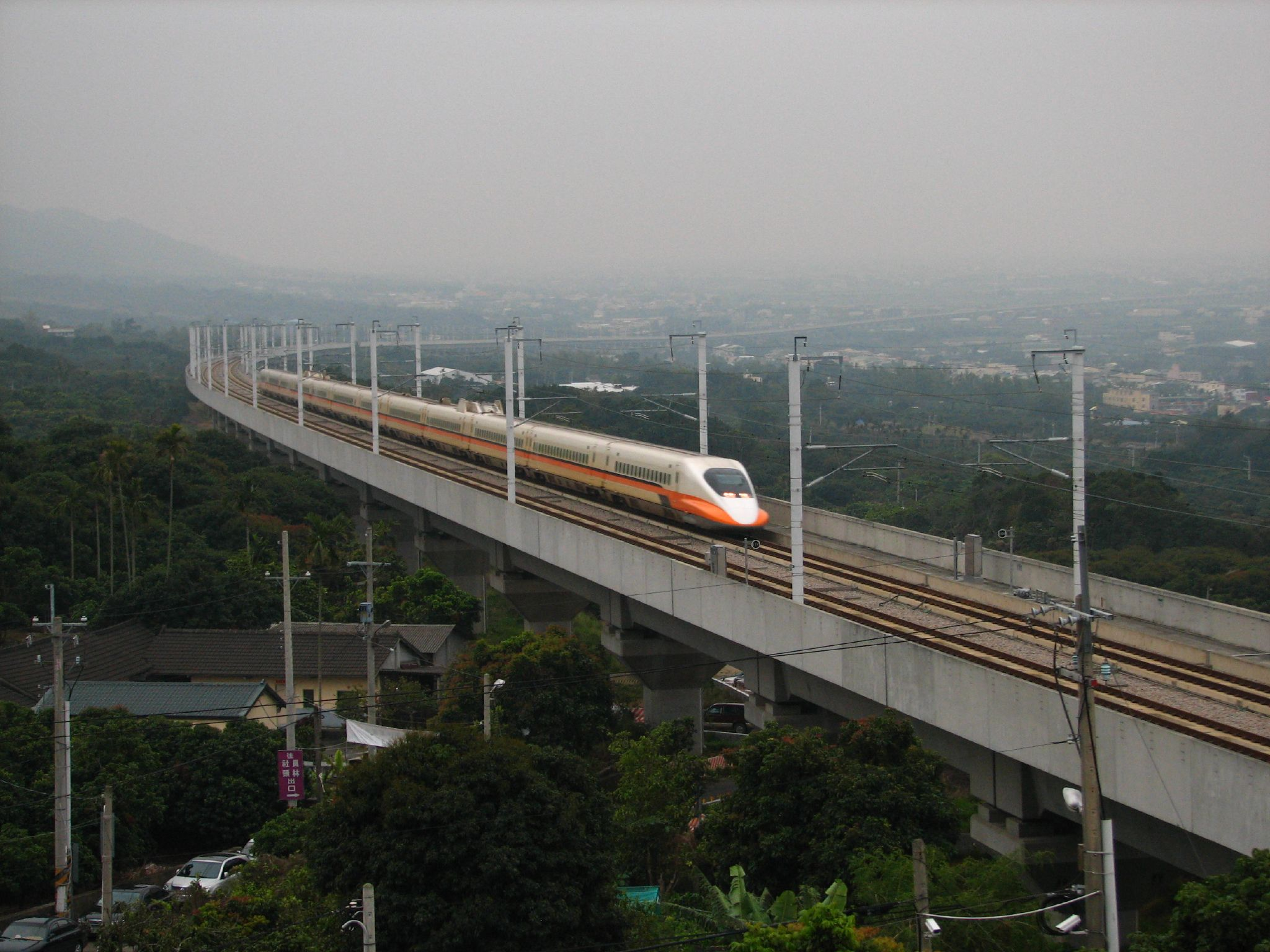
準備穿過八卦山山脈的台灣高鐵列車

除了幹線鐵路的建設外，戰後的台鐵陸續修建了深澳線、林口線、中和線等鐵路支線，提供貨運或客運服務，並接續完成內灣線、東勢線等日治時期未完工之鐵路支線。
隨著戰後台灣經濟的起飛、以及人口的不斷增加，中華民國政府於1960年代末期開始研議在台北等都會區興建大眾捷運系統（地鐵），但第一個捷運系統——台北捷運遲至1988年才動工，至1996年3月28日開始營運；另一方面，因應西部龐大的運輸需求，中華民國政府於1980年代開始籌建南北高速鐵路，即台灣高鐵，於1999年正式動工，2007年1月5日完工通車。

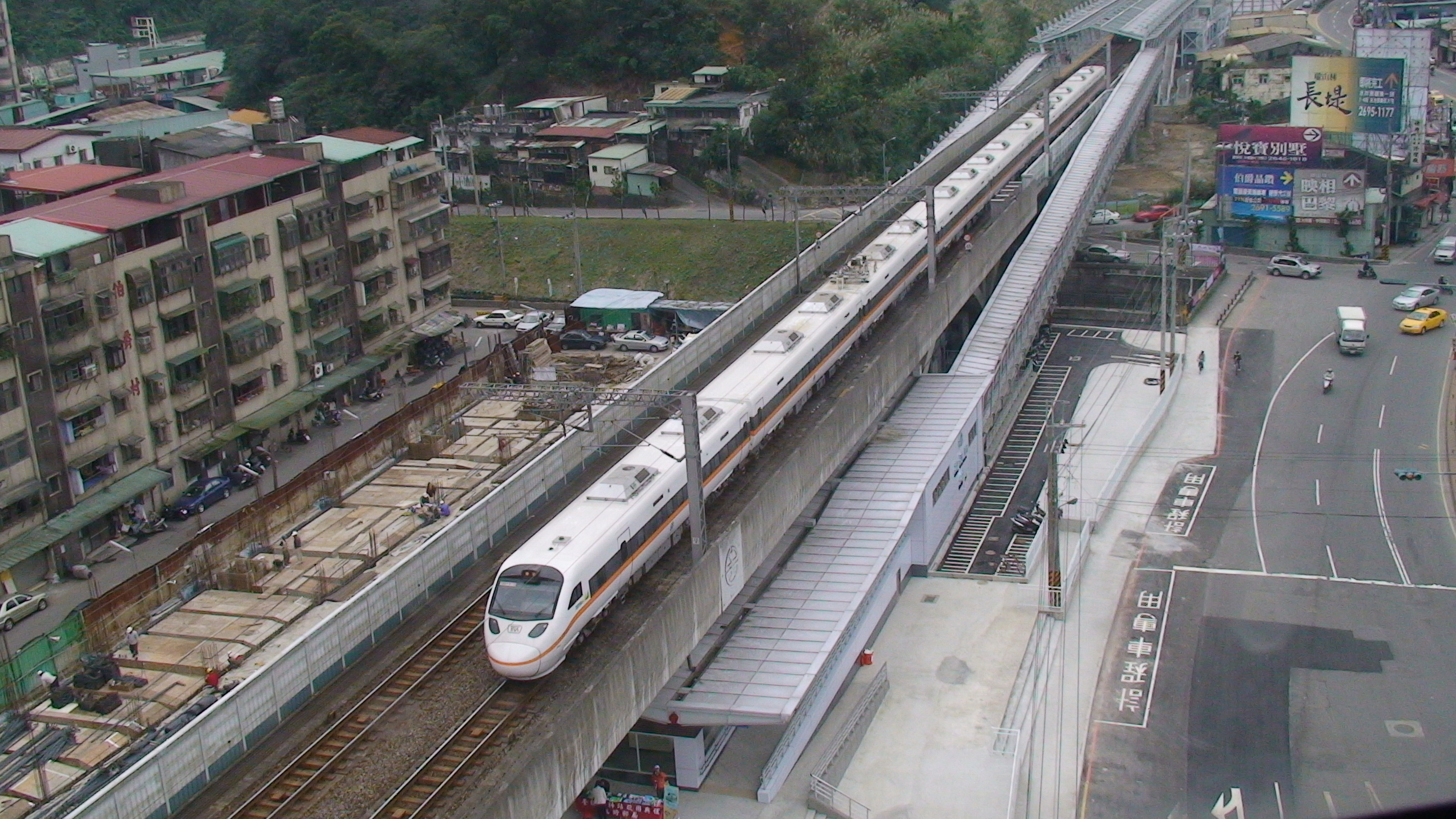
駛過汐科站的太魯閣號

### 現況
進入中華民國時代後，臺灣的陸上交通政策轉向為以大量修築道路為主的公路主義；而隨著台灣經濟發展，民眾自有自用汽車的比率大幅上昇，配合中山高速公路等建設，加上公路運輸的機動性與普遍性優於鐵路，導致許多鐵路營運狀況不佳，有的歇業拆除如東勢線、中和線，有的轉型如淡水線改建為捷運路線，以致台灣鐵路總長萎縮，不足全盛期的一半，其中又以產業輕便鐵路最為明顯。台灣糖業鐵路曾經總長將近3,000公里，網路遍佈台灣中南部各地，然而隨著台灣製糖業的沒落，大批糖廠歇業停工，絕大多數糖鐵隨之荒廢。僅零星路段在地方人士的努力下，近年轉型觀光用途。
而長期以來平面鐵路造成都市發展不均、以及短途運輸效率不彰等問題，政府與台鐵陸續推出十數項捷運化計畫，預定在西部都會區內增設車站、增加班次以及鐵路立體化方式因應，亦開闢沙崙線與六家線等新線。
另外，台灣東部因交通較為不便、也無聯外高速公路，於2007年起引進傾斜式列車於東部鐵路幹線營運，並配合東部幹線電氣化，有效減少東西部往來所需時間。

## 鐵道系統

台灣鐵路路網圖（包含台鐵、高鐵、以及阿里山林鐵是由農業部林業及自然保育署管理）

台灣的鐵路可以大致分為以下幾類：

### 城際鐵路系統
主要服務中長途的運輸，尤其是西部各都會區間、以及西部與東部間的交通運輸。原僅有國營的台鐵，2007年起以BOT模式經營的高速鐵路加入以服務西部走廊龐大的客運需求。
| 名稱     | 台鐵                    | 台灣高鐵                    |
| 服務類型 | 常規鐵路                | 高速鐵路                    |
| 開放日期 | 1891-10-20              | 2007-01-05                  |
| 軌距     | 1,067毫米（3英尺6英寸） | 1,435毫米（4英尺8+1⁄2英寸） |
| 線路     | 13                      | 1                           |
| 車站     | 228                     | 12                          |
| 系统長度 | 1,065 km（662 mi）      | 349.5 km（217 mi）          |

### 都會捷運系統
捷運主要功能為都會區內的短途運輸。目前台鐵所進行的「捷運化」亦以捷運的短程運輸概念為基礎，改善路線及設備。已經啟用及興建中的大眾捷運系統包括：
營運中
- 台北捷運
- 高雄捷運
- 桃園捷運
- 新北捷運
- 臺中捷運

計畫中
- 臺南捷運
- 彰化捷運
- 基隆捷運
- 新竹捷運
- 嘉義捷運

### 輕便鐵路
輕便鐵路多為依產業需求（如林業、糖業、鹽業、礦業等）而設置，路線標準低、部分路線兼營客運。昔日曾密如蛛網遍佈臺灣本島的平原地帶（中南部為主），全盛期光糖鐵即曾有43條客運線。唯今日多數已經廢除，少數留存並轉型為觀光用途。
- 台灣林業鐵道
- 台灣糖業鐵路
- 臺灣鹽業鐵路
- 臺灣礦業鐵路
- 烏來台車

## 未來計畫
自從1991年南迴鐵路通車、完成環島鐵路網後，至2011年沙崙線通車以前，臺鐵沒有增建新的路線，既有支線更因虧損而面臨廢除。隨著高鐵通車，臺鐵積極轉型，臺灣政府自2005年起推動新十大建設，將路線改善、新設通勤線為中心的「臺鐵捷運化」作為施政重點。
2012年，交通部鐵路改建工程局完成《臺灣整體鐵道網規劃 ( 一 ) 》期末報告，並在兩年後進行《臺灣整體鐵道網(二)》成果說明會，提出新線可能的路廊。
2014年，交通部宣示推動「10年鐵道復興計畫」，針對臺鐵，推動下述改善工程：
- 環島鐵路電氣化（南迴線、屏東線潮州＝枋寮間）
- 鐵路立體化、捷運化（桃園、臺中、員林、嘉義、臺南、高雄）
- 雙軌及多軌路網（臺東線雙軌、海岸線雙軌、北宜新線）

2016年，交通部鐵路改建工程局改為交通部鐵道局建設新路線：
- 恆春線
- 臺中山海環線（俗稱「大臺中山手線」）
- 高鐵彰化連絡線（田中線）
- 高鐵雲林連絡線（虎尾線）
- 高鐵嘉義連絡線

除臺鐵外，高鐵亦有延伸構想，詳見台灣高速鐵路#延伸計畫。

## 鐵道文化

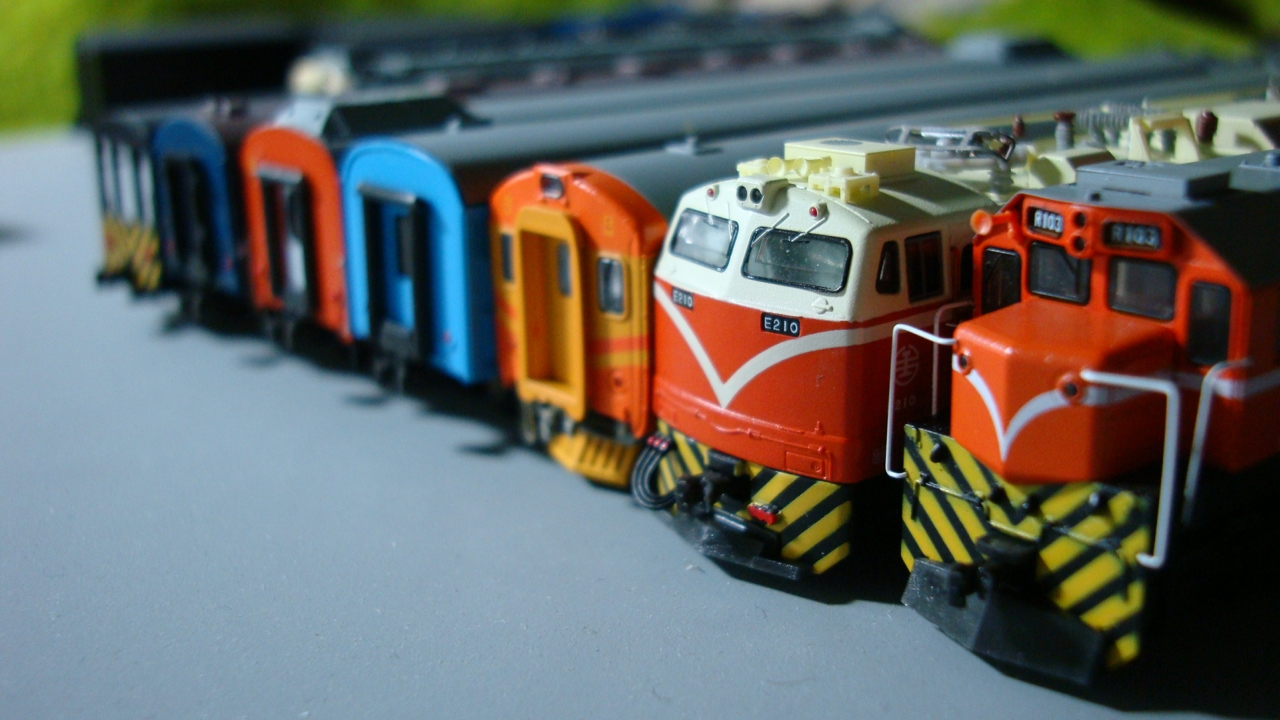
台鐵N規鐵道模型

由於台灣綿密的鐵路路網（包括許多目前已經停駛，供乘客前往鄉村的產業窄軌路線），鐵路在台灣經常帶有浪漫的意涵，尤其是對長輩而言，在他們成長的純樸（也比較不富裕的）年代，鐵路運輸曾經是往返各都市及城鎮間主要的交通方式。許多人仍然記得搭火車離鄉背井，到遙遠的都市求學或是服兵役。這樣的懷舊之情近年來經常藉著各式各樣的產品商業化，例如「懷舊鐵路便當」。
台灣也有為數不少的鐵道迷。過去在戒嚴時代，鐵路屬於國家安全防護的一環，除了鐵路從業人員與主管機關外，一般人難以深入探究，政府機關甚至不允許對鐵路相關設施、車輛自由拍照。1990年代後，隨著社會開放與本土研究風氣盛行，普羅大眾得以進一步了解鐵路相關事物，鐵道迷人數也因此有持續增加之勢。而鐵道主管機關亦開始不定期對民眾開放機廠、調車場等過去屬於機密的設施。

## 外部連結
- 臺灣鐵路管理局 （页面存档备份，存于）
- 台灣高速鐵路公司 （页面存档备份，存于）
- 交通部鐵道局 （页面存档备份，存于）
- 交通部高速鐵路工程局
- 中華民國鐵道文化協會 （页面存档备份，存于）